# Elyse Levesque
Pour les articles homonymes, voir Levesque.
Elyse Levesque, née le 10 septembre 1985 à Régina, en Saskatchewan, au (Canada), est une actrice canadienne.

## Filmographie
- 2006 : Les Maîtres de l'horreur : Virginia Poe
- 2007 : Flash Gordon : Layla
- 2007 : Smallville : Casey Brock
- 2007 : L'Insoutenable Vérité : Kelly Shaw
- 2008 : Voyage au centre de la Terre (TV) : Emily
- 2008 : Au cœur de la tempête (TV) : Dana Saunders
- 2009 : L'Aventure de Noël (Christmas Crash) (TV)
- 2009 - 2011 : Stargate Universe : Chloe Armstrong
- 2013 - 2014 : The Originals : Geneviève (saison 1 - rôle récurrent)
- 2013 : Retour à Cedar Cove (Cedar Cove) : Maryellen Sherman
- 2014 : Le Transporteur : Zara Knight
- 2016 : Containment : Dr Rita Sanders
- 2017 : Legends of Tomorrow : Guenièvre
- 2019 : Into the Dark : Patience
- 2019 : Wedding Nightmare : Charity Le Domas
- 2020 : The Big Ugly de Scott Wiper : Jackie
- 2022 : NCIS : Enquêtes spéciales : Frauke Biedermann
- 2022 : Code Quantum : Lola Gray